# Arphia robertsi
Arphia robertsi är en insektsart som beskrevs av Otte, D. 1984. Arphia robertsi ingår i släktet Arphia och familjen gräshoppor. Inga underarter finns listade i Catalogue of Life.